# Фомін Ігор Іванович
Ігор Іванович Фомі́н (рос. Игорь Иванович Фомин; 3 лютого 1904, Москва — 16 червня 1989, Ленінград) — російський радянський архітектор; професор (1946), член-кореспондент Академії мистецтв СРСР (з 1979).

## Біографія
Народився 21 січня [3 лютого] 1904 року в Москві. Син архітектора Івана Фоміна. У 1926 році закінчив Ленінградський вищий художньо-технічний інститут, де навчався у О. Дмитрієва, В. Щуко та інших. З 1935 року викладав у Всеросійській академії мистецтв, Інституті живопису, скульптури та архітектури імені І. Ю. Рєпіна в Ленінграді.
Помер в Ленінграді 16 червня 1989 року. Похований на Волковському цвинтарі.

## Споруди
- житловий будинок на набережній Карпівки (1935, Ленінград);
- будинки Московського (1930—1935) та Невського (1937—1940) райвиконкомів у Ленінграді;
- забудова району Щеміловки, включаючи Івановську вулицю (1937—1948, Ленінград);
- житловий будинок на Двірцевій набережній (1946—1951, Ленінград);
- станція метро «Площа Повстання» (1951—1955, Ленінград);
- житловий будинок на площі Гагаріна в Москві (1940—1947);
- комплекс Ленінградського університету імені А. О. Жданова в Петродворці (проект 1969);

В Україні:
- музей образотворчих мистецтв у селі Кмитові Коростишівського району Житомирської області (1978, у співавторстві);
- архітектурні частини пам'ятників В. І. Леніну та воїнам, загиблим під час Другої світової війни у 1941—1945 роках в смт Чутовому Полтавської області (у співавторстві);
- архітектурна частина пам'ятника Матері-Вітчизні в Полтаві (у співавторстві) та інше.

## Відзнаки
- Народний архітектор СРСР з 1979 року.
- Нагороджений орденом Леніна, іншими орденами, медалями.